# 垂籽树科
垂籽树科又名梳状冠科，只有1属4种，分布在非洲西部和东南亚的热带雨林中。
本科植物为乔木，平均高度为20-25米，在雨林中属于低层树木，木材可用；种子悬垂于长的种柄上，顶端有梳状假种皮。
1981年的克朗奎斯特分类法将其列在亚麻藤科中，属于亚麻目，1998年根据基因亲缘关系分类的APG 分类法认为应该单独分出一个科，但无法放在任何一个目中，属于系属不清的科，2003年经过修订的APG II 分类法将其列在金虎尾目。